# 古盧 (烏干達)

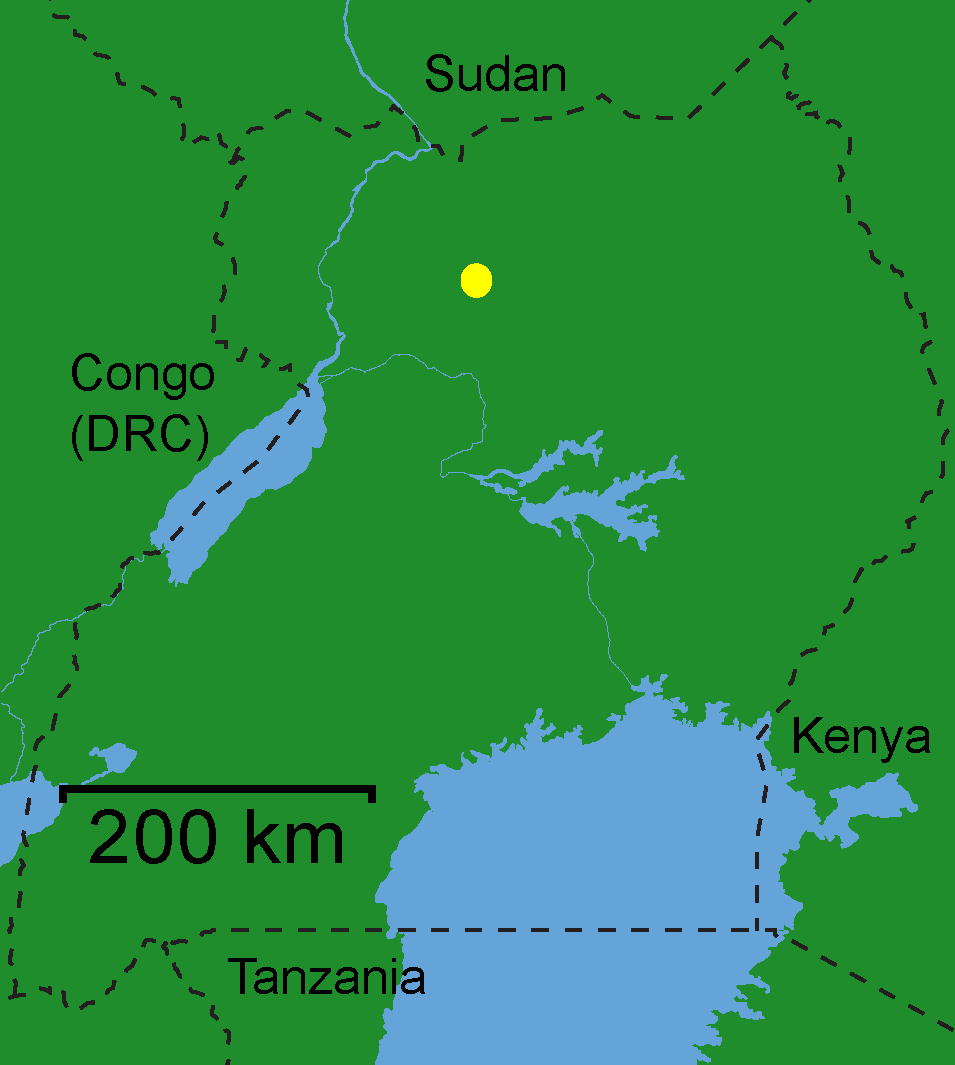

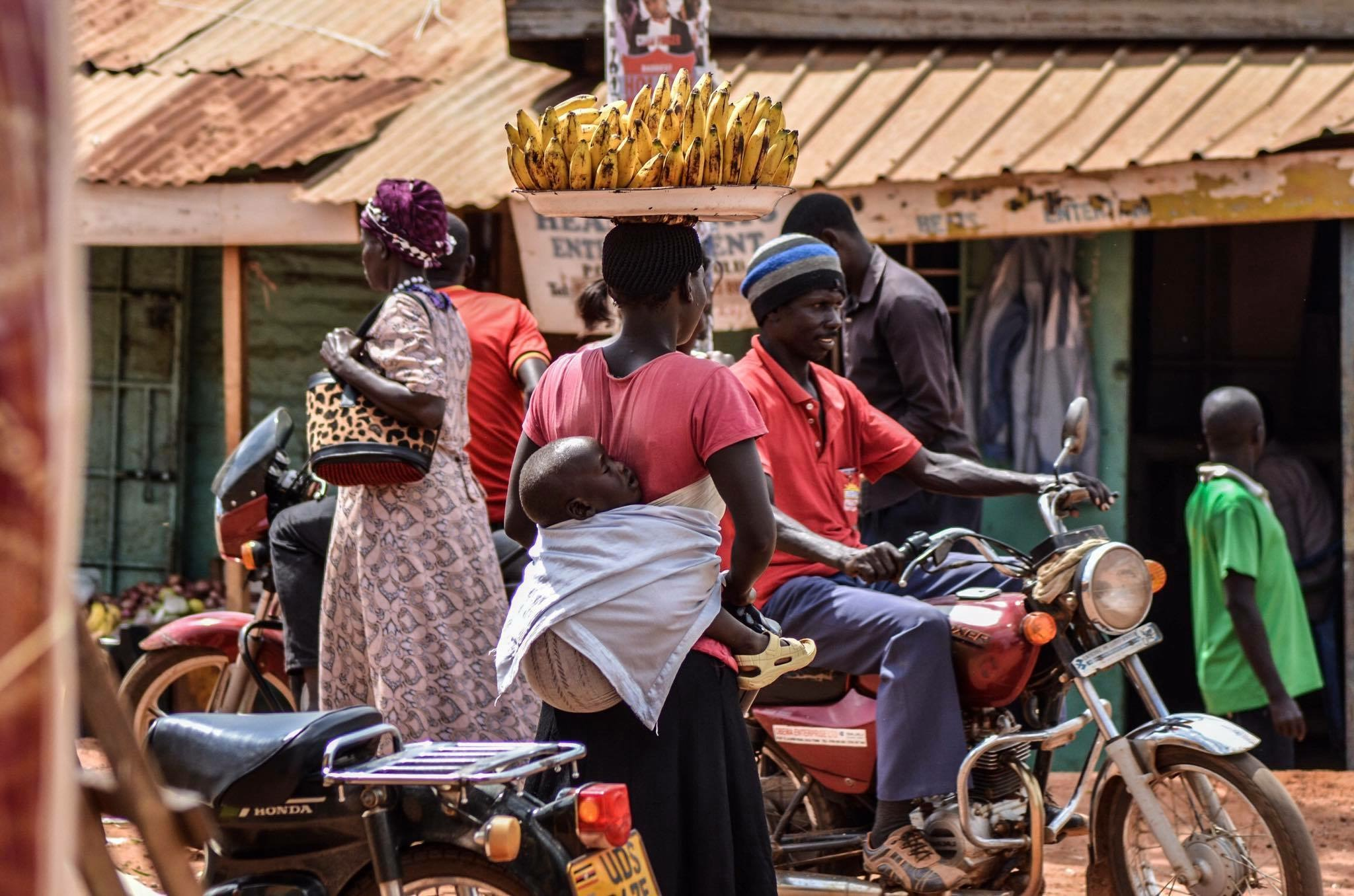
古盧

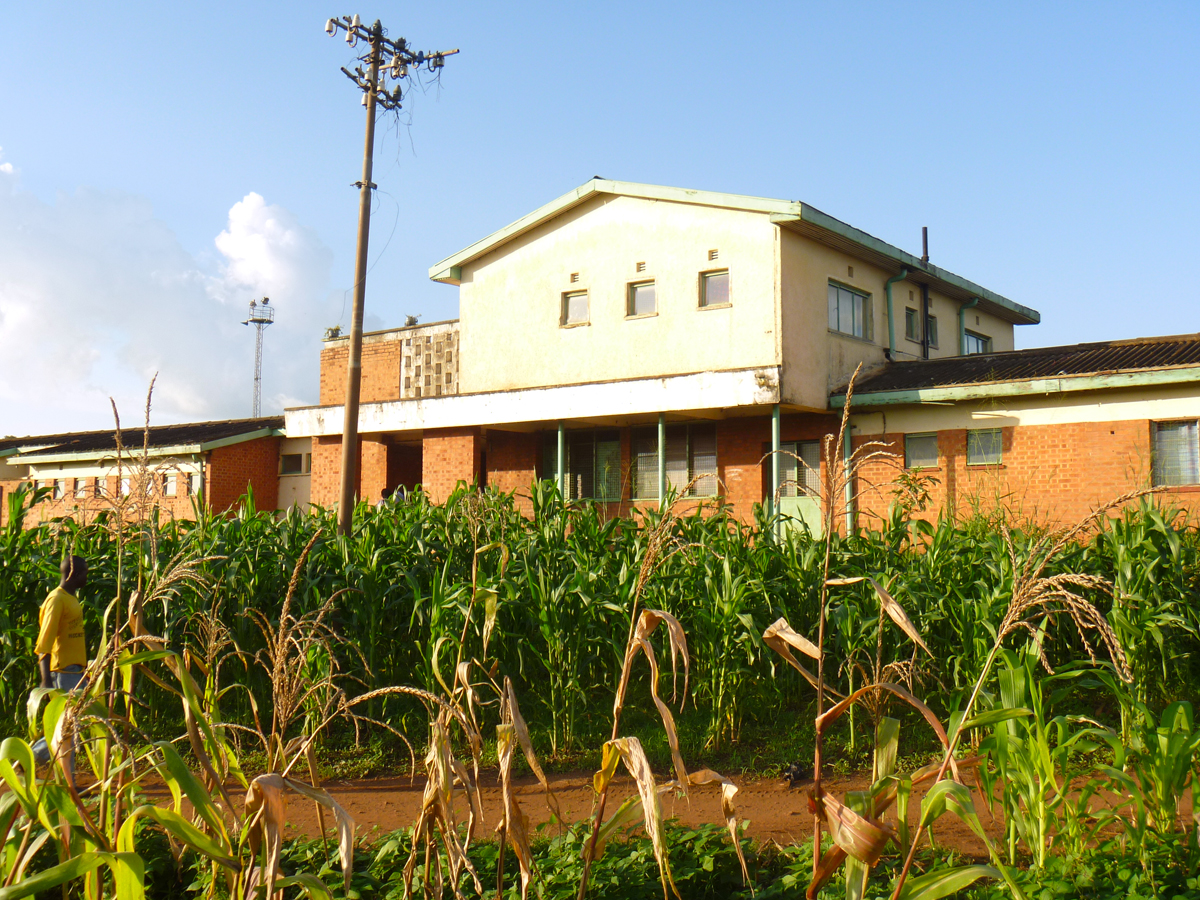

古盧是烏干達的城鎮，位於該國北部，由古盧區負責管轄，距離首都坎帕拉約320公里，海拔高度約1,100米，鎮上有機場設施，2011年人口估計154,300。

## 外部連結
- Official website